# Francesco Domenico Chiarello
Francesco Domenico Chiarello (Umbriatico, 5 november 1898 – Cirò Marina, 27 juni 2008) was de op een na laatste Italiaanse veteraan uit de Eerste Wereldoorlog.
Hij werd in 1918 opgeroepen door het Italiaanse leger en trad in Castrovillari in. Na drie maanden training in de infanteriebrigade werd Chiarello in Trente ingezet. Daar vocht hij tegen het Oostenrijks-Hongaarse leger. Na een overplaatsing per schip naar Albanië kreeg hij malaria. Gedurende de laatste maanden van de Eerste Wereldoorlog herstelde hij in een veldhospitaal. Na zijn ontslag uit het hospitaal diende Chiarello twee jaar in het leger in Montenegro. Hij trouwde en woonde vervolgens op een boerderij in Umbriatico. In 1940 werd hij opgeroepen en ingezet in Reggio Calabria. Na zes maanden werd hij gedemobiliseerd. Hierna woonde hij in Cirò Marina. In 1969 werd hij onderscheiden met de Orde van Vittorio Veneto. 
Chiarello overleed in juni 2008 op 109-jarige leeftijd. Enkele maanden later overleed Delfino Borroni, de laatste Italiaanse veteraan uit de Eerste Wereldoorlog.